# 川上川 (中津川市)

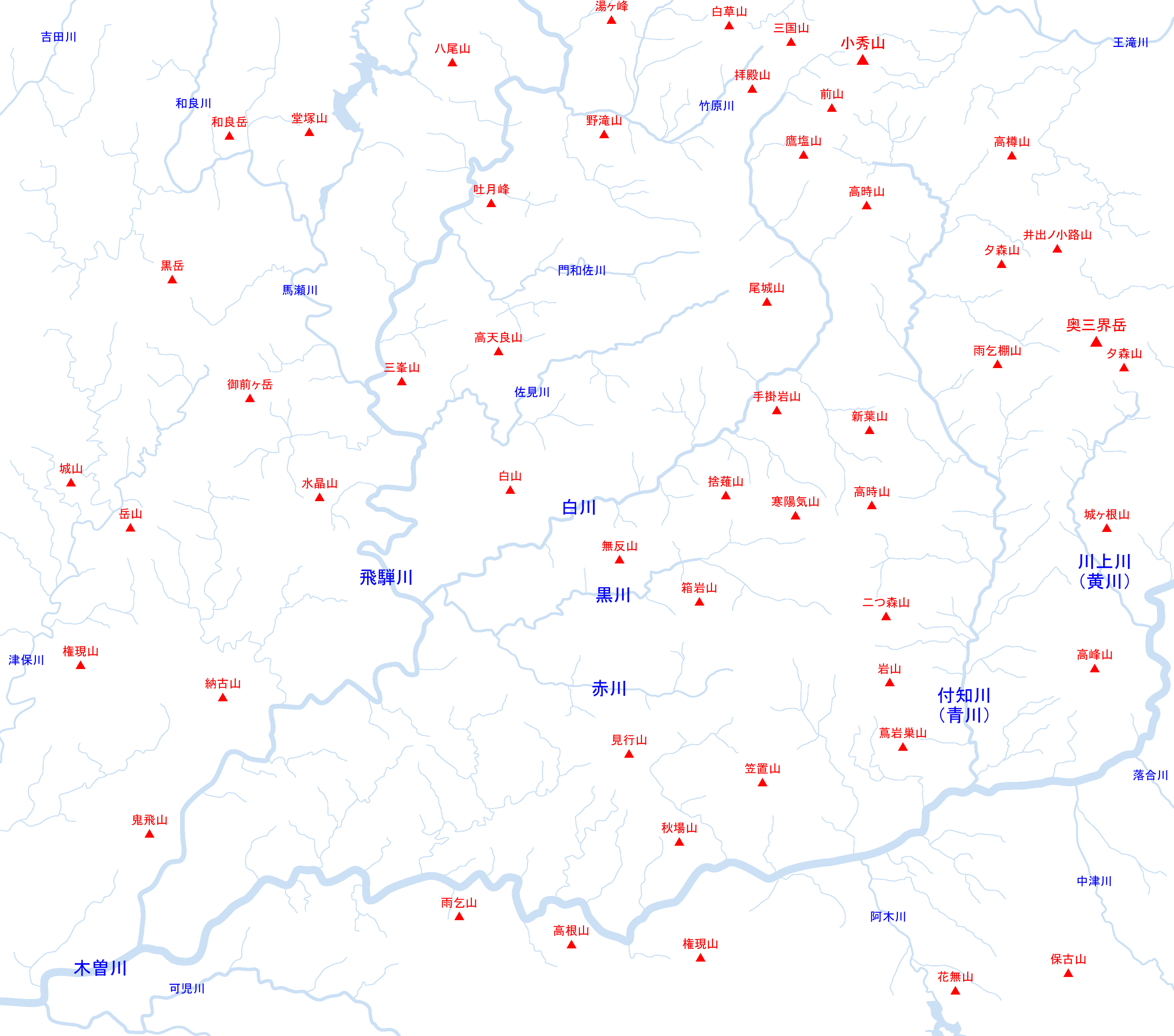
東濃五色川とその周辺の地理

川上川（かわうえがわ）は、木曽川水系の一級河川。岐阜県中津川市を流れる。木曽川本川に合流する1次支川。

## 地理
岐阜県中津川市川上北部の長野県境付近にある奥三界岳を源流とする本谷に周辺に小谷が集まって川上川となり、中津川市坂下付近で木曽川に合流する。河川延長は約15キロメートル、うち河川法区域延長は約10キロメートル。
源流部では阿寺断層の急斜面を流れるため竜神の滝など数多くの滝がみられる。中津川市川上の中央付近で川上川となるが、上流部は夕森公園が存在するなど裏木曽県立自然公園に指定されており、釣り場やキャンプ場も整備されるなど観光地となっている。阿寺山脈に沿って南西に流れた後、中津川市川上南部で阿寺断層谷に沿って南東に流れを変えて木曽川合流点に至る。
川上川に沿って、かつては坂川鉄道と、それに付随する森林鉄道も存在していた。

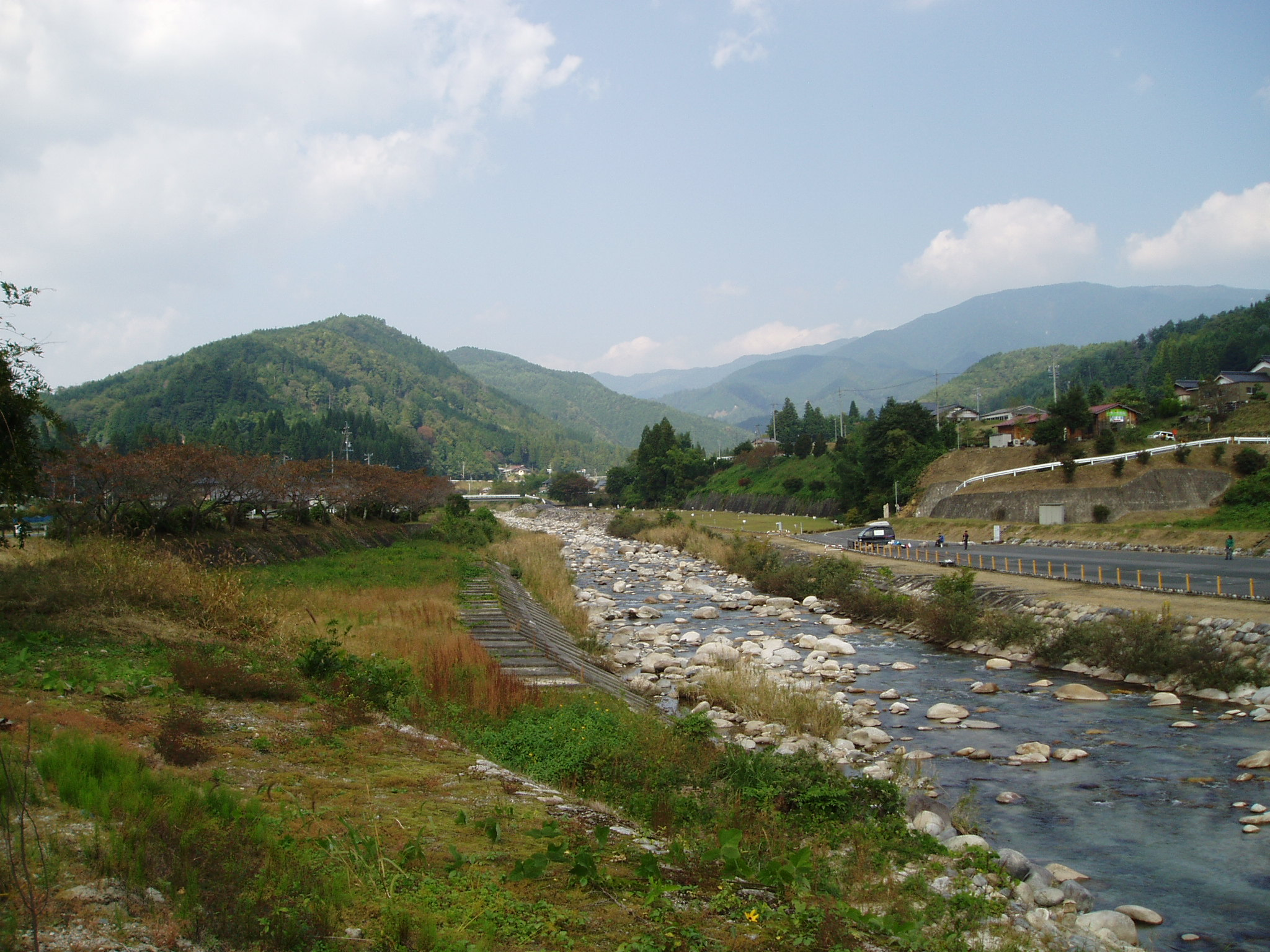
道の駅五木のやかた・かわうえ付近から上流